# Okręg wyborczy Camelford
Okręg wyborczy Camelford powstał w 1552 r. i wysyłał do angielskiej, a następnie brytyjskiej, Izby Gmin dwóch depotowanych. Okręg obejmował miasto Camelford w Kornwalii. Został zlikwidowany w 1832 r.

## Deputowani do brytyjskiej Izby Gmin z okręgu Camelford

### Deputowani w latach 1552-1660
- 1604–1611: John Good
- 1604–1611: Anthony Turpin
- 1621–1622: Henry Carey
- 1621–1622: Edward Carr
- 1624–1625: Francis Cottington
- 1640–1644: Piers Edgcumbe
- 1640–1644: William Glanville
- 1647–1653: William Say
- 1647–1652: Gregory Clement
- 1659: John Maynard
- 1659: William Bradden
- 1659: William Say

### Deputowani w latach 1660–1832
- 1660–1660: Peter Killigrew
- 1660–1660: Samuel Trelawny
- 1660–1661: Thomas Vivian
- 1660–1661: William Cotton
- 1661–1679: Thomas Coventry
- 1661–1665: Charles Roscarrock
- 1665–1679: William Godolphin
- 1679–1681: James Smyth
- 1679–1679: William Harbord
- 1679–1685: Robert Russell
- 1685–1685: Humphrey Langford
- 1685–1689: Nicholas Courtney
- 1685–1689: Charles Scarborough
- 1689–1696: Ambrose Manaton
- 1689–1695: Henry Manaton
- 1695–1698: Robert Molesworth
- 1696–1698: Sidney Wortley Montagu
- 1698–1704: Henry Manaton
- 1698–1705: Dennys Glynn
- 1704–1708: William Pole
- 1705–1708: Henry Pinnell
- 1708–1710: Richard Munden
- 1708–1710: John Manley
- 1710–1712: Bernard Granville
- 1710–1711: Jasper Radcliffe
- 1711–1711: Henry Manaton
- 1711–1713: Paul Orchard
- 1712–1715: Bourchier Wrey
- 1713–1715: James Nicholls
- 1715–1722: James Montagu
- 1715–1722: Richard Coffin
- 1722–1727: Edward Moore, 5. hrabia Drogheda
- 1722–1727: William Sloper
- 1727–1734: Thomas Hales
- 1727–1734: John Pitt
- 1734–1741: Thomas Lyttelton
- 1734–1741: James Cholmondeley
- 1741–1747: William O’Brien, 4. hrabia Inchiquin
- 1741–1747: Charles Montagu
- 1747–1754: Ridgeway Pitt, 3. hrabia Londonderry
- 1747–1768: Samuel Martin
- 1754–1759: John Lade
- 1759–1768: Bartholomew Burton
- 1768–1774: Charles Phillips
- 1768–1774: William Wilson
- 1774–1780: John Amyand
- 1774–1776: Francis Herne
- 1776–1780: Ralph Payne
- 1780–1784: John Pardoe
- 1780–1796: James Macpherson
- 1784–1784: Jonathan Phillips
- 1784–1791: Samuel Hannay
- 1791–1796: William Smith, wigowie
- 1796–1796: lord William Bentinck, wigowie
- 1796–1802: William Joseph Denison
- 1796–1802: John Angerstein
- 1802–1812: Robert Adair, wigowie
- 1802–1806: John Fonblanque, wigowie
- 1806–1807: James Maitland, wicehrabia Maitland, wigowie
- 1807–1810: lord Henry Petty, wigowie
- 1810–1812: Henry Brougham, wigowie
- 1812–1818: William Leader
- 1812–1818: Samuel Scott
- 1818–1819: Mark Milbank, wigowie
- 1818–1819: John Bushby Maitland, wigowie
- 1819–1819: John Stewart, torysi
- 1819–1819: Lewis Allsopp, torysi
- 1820–1832: Mark Milbank, wigowie
- 1820–1822: Francis Seymour-Conway, hrabia Yarmouth, torysi
- 1822–1832: Sheldon Cradock, wigowie